# Henri Blaze de Bury

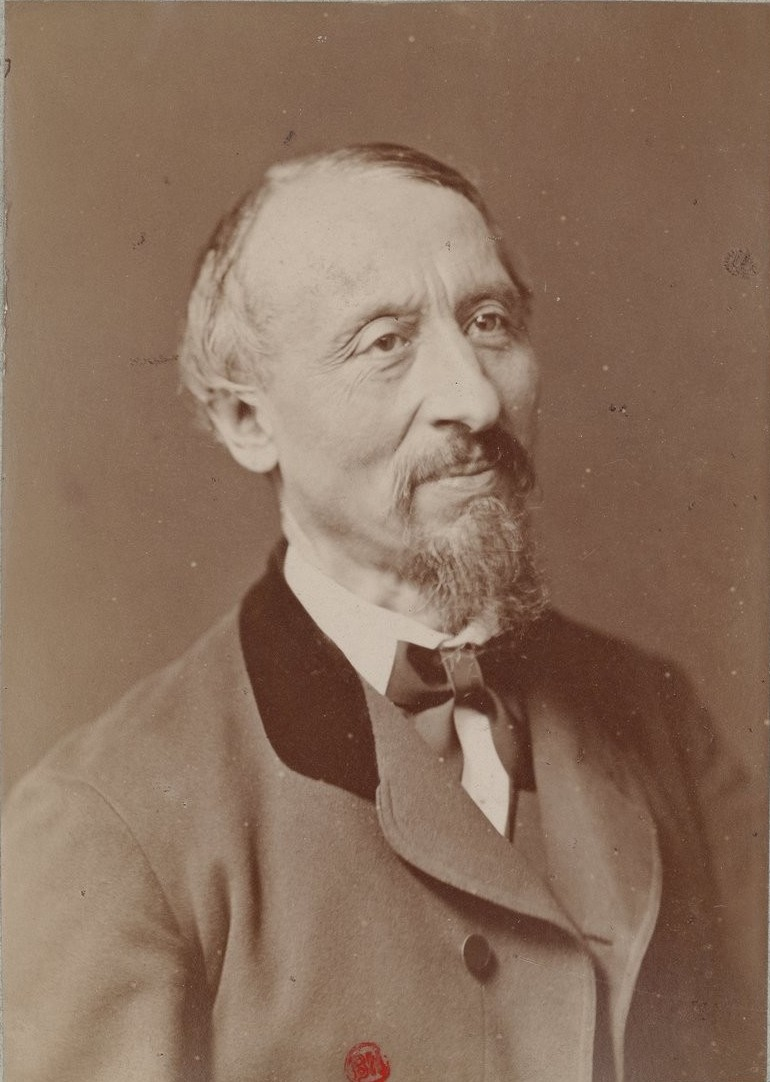
Henri Blaze de Bury im Jahr 1880 fotografiert von Nadar

Ange Henri Blaze, Baron de Bury (* 19. Mai 1813 in Avignon; † 15. März 1888 in Paris) war ein französischer Autor, Dichter sowie Literatur-, Kunst- und Musikkritiker.

## Leben und Werk

Souvenirs et récits des campagnes d'Autriche, 1854.

Henri Blaze stammte aus einem alten Adelsgeschlecht der Grafschaft Venaissin, war ein Sohn des Komponisten und Musikschriftstellers François Henri Joseph Blaze (genannt Castil-Blaze; * 1784, † 1857) und nannte sich Blaze de Bury nach dem englischen Familiennamen seiner Mutter. Er studierte am Collège Bourbon in Paris und beteiligte sich schon an seines Vaters Bearbeitung des Don Juan für die Pariser Große Oper. Mit der Verskomödie Souper chez le commandeur trat er 1834 zuerst als Dichter in der Revue des Deux Mondes hervor. Von 1834 bis 1851 und von 1864 bis 1883 war er einer der wichtigsten Mitarbeiter dieser Zeitschrift.
Der Einfluss der Romantiker bestimmte Blaze de Bury zum Studium der deutschen Literatur. Er hatte früh die diplomatische Laufbahn betreten und weilte in dieser Eigenschaft ab 1839 am Hof von Weimar. Hier schuf er eine französische Übersetzung von Goethes Faust (1840). Er trat u. a. mit dem Kanzler Friedrich von Müller in freundschaftlichen Kontakt, ebenso mit der Großherzogin, der er seinen französischen Faust dedizierte. Dieses Werk, das 1880 in 14. Auflage erschien, gewann weite Verbreitung. Es kamen davon zwei Prachtausgaben heraus, die von Tony Johannot (1847) und Adolphe Lalauze (1879) illustriert wurden.
Seit 1844 war Blaze de Bury mit der Autorin Marie Pauline Rose, geb. Stuart verheiratet. Das Ehepaar missbilligte die Herrschaft Napoleons III. und lebte von 1851 bis 1864 im Exil in Deutschland.
Die von Blaze de Bury in der Revue des Deux Mondes zum Teil unter dem Pseudonym Hans Werner veröffentlichten Beiträge hatten das Verdienst, den Franzosen die Kenntnis der gleichzeitigen deutschen poetischen Literatur zu vermitteln. Aus diesen Studien entstanden die Schriften Les poèsies de Goethe (1843; 2. Aufl. 1862), Écricvains et poètes de l‘Allemagne (2 Bde., Paris 1846), La nuit de Walpurgis (1850), Les écrivains modernes de l’Allemagne (1868) und Les maîtresses de Goethe (1873). Durch seine wiederholten Aufenthalte in Deutschland hatte Blaze de Bury seine Fähigkeiten zur Beurteilung des deutschen Geisteslebens noch erhöht. 
Er war auch ein beliebter Musikschriftsteller. Unter anderem schrieb er das Libretto für Meyerbeers Goethes Jugend. Er wirkte seit 1864 unter dem Namen F. de Lagenevais als Musikkritiker der Revue des Deux Mondes und verfasste die Werke Les musiciens contemporains (1856), Rossini et son temps (1862), Meyerbeer et son temps (1865) und Goethe et Beethoven (postum 1892).
Blaze de Bury zeigte früher eine ausgesprochen konservative Gesinnung und kämpfte eifrig gegen Wagners Einfluss, den er später in seinen Musiciens du passé, du présent et de l‘avenir (1880) vorurteilsfreier behandelte. In Mes études et mes souvenirs: Alexandre Dumas, sa vie, son temps, ses œuvres (1885) setzte er seinem verstorbenen Freund Alexandre Dumas ein Denkmal. Er starb am 15. März 1888 im Alter von 74 Jahren in Paris.

## Weitere Werke (Auswahl)
- Rosemonde, légende, 1841
- Poésies complètes, 1842
- Un mois à Venise, 1850
- Souvenirs et récits des campagnes d’Autriche, 1854
- Épisode de l’histoire du Hanovre, les Kœnigsmark, geschichtliche Studie, 1855
- Musiciens contemporains, 1856 (Lévy frères)
- Intermèdes et poèmes, 1859
- Hommes du jour, 1859
- Le Décaméron, Komödie in einem Akt und einem Vers, 1861 aufgeführt am Théâtre National de l’Odéon
- Les salons de Vienne et de Berlin, 1861
- Le chevalier de Chasot, mémoires du temps de Frédéric le Grand, 1862
- Les bonshommes de cire, 1864
- La légende de Versailles, 1870
- Les  femmes et la société au temps d’Auguste, 1875
- Tableaux romantiques de littérature et d’art, 1878
- Dames de la Renaissance, 1886